# 三枝美憂
三枝 美憂（さえぐさ みゆう、1977年8月7日 - ）は、日本のAV女優。趣味カラオケ。特技は料理。
ロリ系のアイドルAV女優であった。

## 略歴
東京都出身。1996年4月、シネマジックからAVデビューした。1997年の『裏出血大制服』で初めてハード作品にチャレンジした。シネマジックの『緊縛の美憂』では、初生本番、初鼻責めなどのプレーを体験した。
2007年11月、XCITYの懐かしAV女優企画、シャイニングメモリーズに登場している。

## 出演作品

### アダルトビデオ
- デビュー美憂 18歳・性春期（1996年4月23日、シネマジック）
- 美憂ティフル・ドリーム（1996年5月17日、シャイ企画）
- 制服パラダイス　プライベート・DOLL（1996年6月21日、シネマジック）
- 新学園物語7（1996年7月17日、シャイ企画）
- ヌレヌレFUCK（1996年7月、オー・ケイ出版社）
- 女校生監禁逃亡（1996年8月23日、シネマジック）
- メタモルフォーゼ（1996年9月30日、シェール）
- SEXクライムストーリー（1996年10月31日、シェール）
- おしゃぶりスペシャル 新・咥え上手な乙女たち 4（1996年11月8日、シネマジック）他出演:愛田るか、柚木真奈、三浦しほ、桜木陽子
- 美憂ちゃんは幼な妻（1996年11月24日、アイビック）
- レイプに溺れる女たち　濡れた処刑（1996年11月30日、エイトマン）他出演:秋山さおり、嶋田琴美
- ときめき淫（イン）vitation（1996年12月25日、ビッグモーカル）共演:永井まどか
- アダルトBESTヒット 1996 5（1997年1月1日、コスモス）他出演:水野愛、桜樹ルイ、三原夕香、光月夜也
- アダルトBESTヒット 1996 9（1997年1月1日、コスモス）他出演:麻生早苗、三原夕香
- ハードターゲット（1997年1月25日、ビッグモーカル）
- 裏出血大制服6（1997年2月5日、アトラス21）
- インモラル天使 29（1997年3月28日、シネマジック）
- シャイDX '96 女優編（1997年3月31日、シャイ企画）他出演:あいだもも、桜木亜美、冴木静、高見ゆめか、橘未稀、植田真奈、美咲ゆうほ
- BONDAGE DOLL 被虐のマリオネット（1997年4月18日、シネマジック）
- スケベすぎる女ども（1997年6月30日、マルクス兄弟）他出演:青山和希、林由美香、杉原美佐、葉山瑠名
- シェールプレミアムセレクション（1997年7月31日、HRC）他出演:永井まどか、羽鳥さやか、水原美々、植田真奈
- 監禁SPECIAL 囚われの美女たち（1997年8月8日、シネマジック）他出演:光希竿、高原奈美、一ノ瀬綾、森原由紀
- AVアイドル大集合! スーパーエロすぐり8連発（1997年8月27日、エイトマン）他出演:三原夕香、矢沢ようこ、後藤えみり、可愛手翔、北原梨奈、川奈由依、岡村奈々
- ブルセラ緊縛飼育（1997年8月、笠倉出版社）
- 裏出血大制服 SUPER HARD コレクション（1997年9月30日、アトラス21）他出演:片山唯、白石ゆか、亜麻井かおり、鈴木まりか、篠原さゆり
- ベスト・オブ・インモラル天使 6（1997年12月19日、シネマジック）他出演:吉永クリス、宮内さおり、工藤綾美、嶋村百合子
- 狙われた女教師・緊縛レッスン（1997年12月30日、大洋図書）
- 超アドニス 妖精の微笑（1998年1月20日、アイビック）他出演:三原夕香、並木理沙、高坂真由、紺野夏海
- 特選! スーパービッグコレクション イカせてくれた女たち（1998年2月18日、ビッグモーカル）他多数出演
- 被虐の天使たち'97 ベスト・オブ・シネマジック（1998年4月10日、シネマジック）他出演:長坂かおり、高見ゆめか、宮内さおり、林由美香、飛室瑠杏、水原美々、北原まゆみ、寿綾乃、森原由紀、メイファ、平松ケイ
- 奴隷狩り（1998年4月17日、シネマジック）他8名出演
- 淫モラルブルマー狩りスペシャル（1998年12月18日、笠倉出版社）他出演:栗田もも、北原梨奈、植田真奈、永井まどか
- 若奥様おしゃぶり中毒20連発（1997年7月7日、笠倉出版社）他多数出演
- 緊縛の美憂 三枝美憂ファイナル（2000年3月31日、シネマジック）

- OFFICE LADY OL（2000年9月1日、MOODYZ）他出演:一ノ瀬茜、坂本真紀、真田美伽、田嶋ゆう、麻宮淳子、流星ラム
- WAITRESS ウェイトレス（2000年9月1日、MOODYZ）他出演:伊沢涼子、一ノ瀬茜、香取さやか、坂本真紀、秋本優奈、森川涼、麻宮淳子、野原なつみ、流星ラム
- アトラスMEGA MIX 3 昇天する女神たち（2000年12月13日、アトラス21）他17名出演
- リバイバルコレクション240min ELECT（2001年4月13日、ビッグモーカル）他出演：宮木汐音、濱岡樹里、高見ゆめか
- MIYU2（2001年8月31日、グレイズ）
- 愛虐縄絵巻【四】（2001年10月19日、シネマジック）他出演:榎本美月、麻布みどり、小室芹菜
- 淫モラルブルマー狩り7時間スペシャル DVDコレクターズBOX（2001年11月30日、デジタルバンク）他出演:栗田もも、植田真奈、永井まどか、夏樹みゆ、榊ありな、小室友里、夏川優奈
- TRIPLE BRANCH（2002年9月13日、HRC）『メタモルフォーゼ』、『SEXクライムストーリー』を収録。
- 女子校生痴漢電車 Deluxe（2003年3月14日、Five Star）他39名出演
- アイドル1ダース《登校編》（2003年5月16日、シャイ企画）他11名出演
- 裏出血大制服ノーカットVol.2（2003年7月31日、アトラス21）他出演:篠原さゆり、細川百合子、持田薫

インモラル天使 File.10（2006年4月21日、シネマジック）他出演:宮内さおり、工藤綾美
- The Best of No.1 三枝美憂 Deluxe（2006年10月13日、Five Star）

### オリジナルビデオ
- 学校のY談（1996年7月21日、ビームエンタテインメント）共演:藤谷かな、瞳リョウ、川奈由依 他

## 雑誌掲載
- VIDEO BOY(No.150 英知出版)